# Evangelische Kirche Kirchbauna

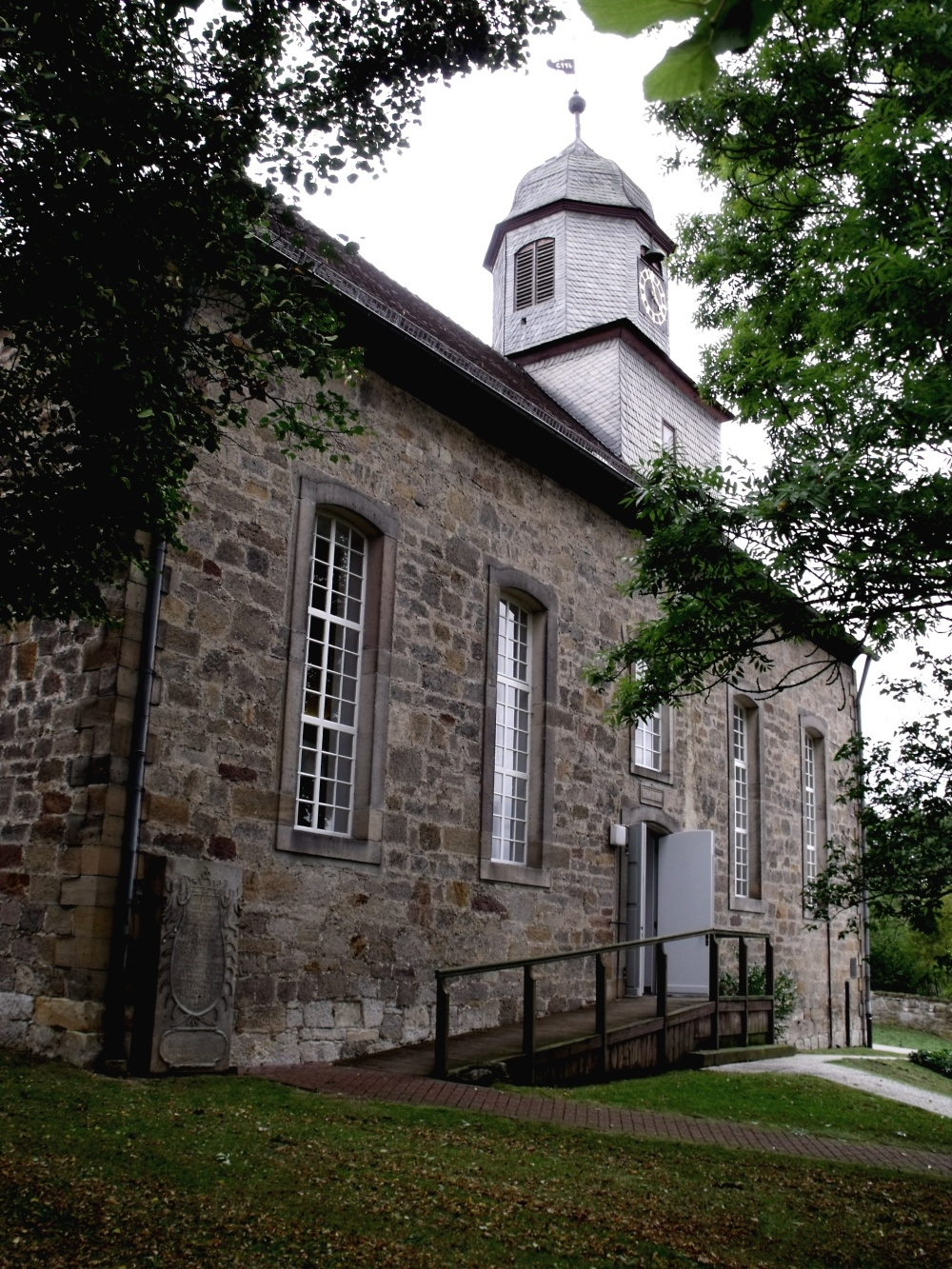
Wehrkirche in Kirchbauna

Die evangelische Kirche ist ein denkmalgeschütztes Kirchengebäude in Kirchbauna, einem Stadtteil von Baunatal im Landkreis Kassel (Hessen).

## Geschichte und Architektur
Das Dorf Kilechbune wurde erstmals 1123 urkundlich erwähnt. Die erste Kirche wurde wohl vor dieser Zeit als Wehrkirche errichtet. 1235 ist erstmals ein Priester urkundlich belegt. Nach der Reformation gehörten die Orte Altenbauna, Rengershausen und Hertingshausen zum Kirchspiel Kirchbauna.
Der Saalbau mit verschiefertem Dachturm wurde 1773 nach einem Entwurf des Baumeisters Möller errichtet. Von dem gotischen Wehrkirchhof sind noch die hohe Ringmauer mit Schießscharten, die Kragsteine des Wehrganges und die beiden Spitzbogenportale erhalten.
Die zwei Glocken der alten Kirche standen seit 1765 auf dem Kirchhof. Glockengießer Franz Schilling aus Apolda goss aus ihnen von 1895 bis 1896 zwei neue Glocken, die noch heute im Turm hängen.

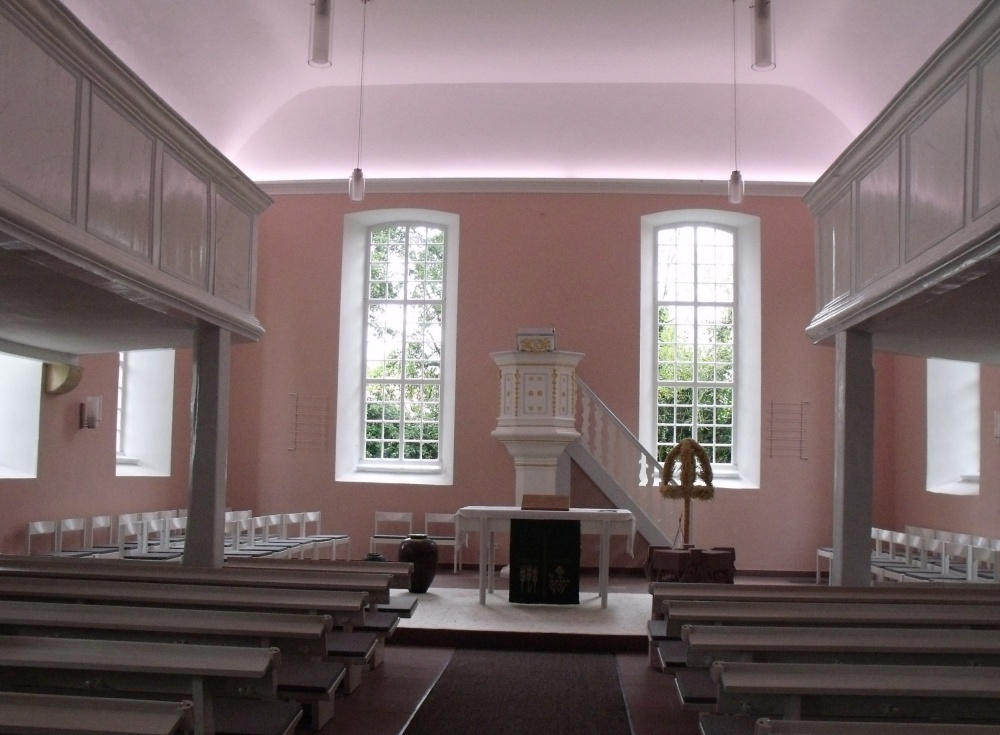
Kirche in Kirchbauna Innenraum nach der Renovierung
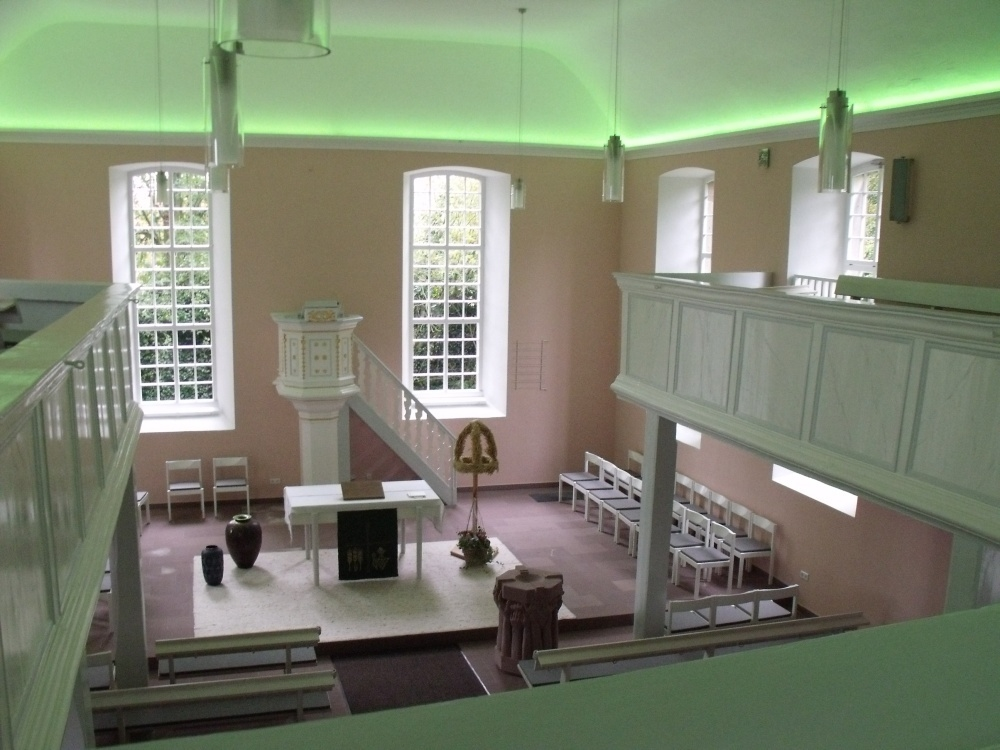
Kirche in Kirchbauna Innenraum nach der Renovierung
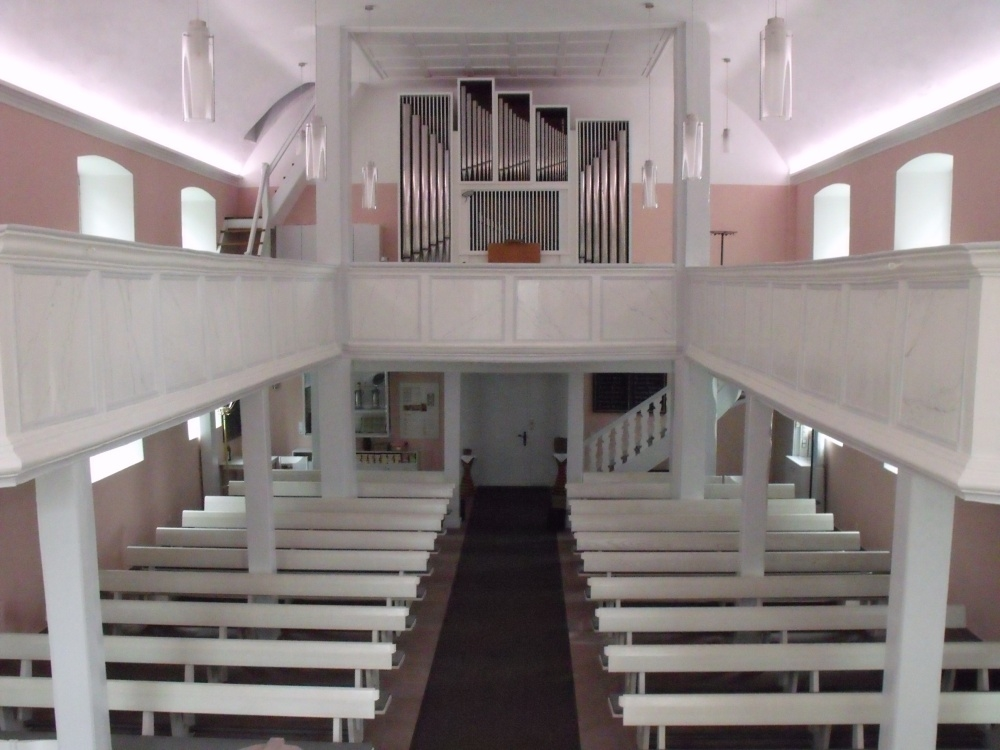
Kirche in Kirchbauna Innenraum nach der Renovierung

Seit Mitte 2010 wurde die Kirche umfangreich renoviert. Zu diesem Zweck wurde sie bis auf die eingepackte Kanzel vollkommen leer geräumt. Im Oktober 2010 wurde die Kirche wieder ihrer Bestimmung übergeben. Das Kirchenschiff ist in den Farben weiß und altrosa gehalten. Die Orgel von 1712 wurde 1797 erneuert und 1891 aus Korbach umgebaut. Sie wurde in hellen Farben gestrichen. Die Kirche wurde 2009 mit einem Taufbecken der Bildhauerei Bohrmann & Roth aus Grebenstein ausgestattet.